# Pierre Daninos
Pierre Daninos (* 26. Mai 1913 in Paris, Frankreich; † 7. Januar 2005 in Paris) war ein französischer Journalist und Schriftsteller.

## Leben
Daninos wurde in Paris als Kind griechischer Eltern geboren, sein Großvater hieß Ernest Daninos, sein Cousin war der Ingenieur Adrian Daninos (1887–1976), geistiger Vater und Förderer des Assuan-Staudamms. Sein älterer Bruder war der Luftfahrt- und Automobilingenieur Jean Daninos (1906–2001), Gründer der Facel-Werke und der Automobilmarke Facel Vega.
Pierre Daninos studierte Journalismus, bevor er im Zweiten Weltkrieg französischer Verbindungsoffizier zur britischen Armee wurde. In den 1960er Jahren wurde er depressiv und unterzog sich einer Psychoanalyse, die ihn zu dem Werk „Die schwarze Couch“ inspirierte.

## Werk
Im Jahre 1954 erschien sein Welterfolg Major Thompson entdeckt die Franzosen. Das Werk wurde in 27 Sprachen übersetzt und alleine in Frankreich wurden fast zwei Millionen Exemplare verkauft. In dem Buch werden die Sitten und Unsitten der Franzosen aus der Sicht eines britischen Offiziers beschrieben. Daninos klärt darüber auf, wer der Menschheit die Tischmanieren beigebracht hat, nämlich die Briten. Er gab aber auch unumwunden zu, dass Engländer keinen Kaffee kochen können. Das gute Essen hingegen hätten „uns“ die Franzosen gelehrt. Das Werk wurde 1955 von Preston Sturges verfilmt und später erneut als The French, They Are a Funny Race in den USA.
Pierre Daninos schrieb anschließend noch weitere ähnlich humoristische und gesellschaftskritische Bücher und Romane. Der Roman Monsieur Blot beschreibt das Schicksal eines „Durchschnittsfranzosen“ und wurde Daninos zweiterfolgreichstes Buch. Charles de Gaulle schrieb darüber einen lobenden Brief an Daninos. 1964 erschien sein Snobismus-Führer Snobissimo (dt.: Snobissimo oder Das Sehnen nach dem Schein), in dem er von der Wahl des Kleinwagens bis zur richtigen letzten Ruhestätte Tips für ein dekadentes Leben gibt.
Pierre Daninos hatte die Idee, ein von Facel karrossiertes Ford-Modell „Comète“ zu nennen und kam auf den Markennamen „Facel Vega“  (Facel steht für Forges et Ateliers de Construction d'Eure-et-Loir).